# مثل آن (ترانه دوجا کت)
«مثل آن» (به انگلیسی: Like That) ترانه‌ای از رپر و خوانندهٔ آمریکایی دوجا کت با حضور رپر آمریکایی گوچی مان می‌باشد که توسط هردو هنرمند به‌همراهٔ ترون توماس، لیدیا اسرت، دیوید اسپریچر نوشته و توسط دکتر لوک (تبحت نام تایسون تراکس) و مایک کروک تهیه شده‌است. این ترانه در ابتدا قرار بود به‌عنوان قطعه‌ای در دومین آلبوم استودیویی دوجا کت هات پینک (۲۰۱۹) گنجانده شود. این ترانه در ۱۲ مهٔ ۲۰۲۰ تبدیل به یک تک‌آهنگ شد و در برنامهٔ تیک‌تاک با استفاده از آهنگ روی چندین ویدئو چالش ویروسی وایرال شد.
قبل از منتشر شدن «مثل آن» به‌عنوان یک تک‌آهنگ در ماهٔ مه، به دلیل رقص ویروسی‌ای که در تیک‌تاک با این آهنگ انجام شد، در چندین کشور وارد جدول‌های موسیقی شده بود. پس از انتشار به‌عنوان یک تک‌آهنگ، این ترانه به رتبهٔ ۵۰ در جدول بیلبورد هات ۱۰۰ ایالات متحده رسید. موزیک ویدئو در ۲۵ ژوئن ۲۰۲۰ منتشر شد. دوجا کت این تک‌آهنگ‌را از طریق چندین اجرای زنده تبلیغ کرد، از جمله در جوایز ویدئو موسیقی ام‌تی‌وی ۲۰۲۰، جوایز موسیقی بیلبورد، و برنامهٔ جشن رقص سال نو دیک کلارک.